# Copa de baloncesto de Alemania 2016
La 49ª edición de la Copa de baloncesto de Alemania (en alemán Deutscher Pokalsieger y conocida popularmente como BBL-Pokal) se celebró en Múnich del 20 al 21 de febrero de 2016. El partido por el tercer y cuarto puesto no se pudo disputar debido a goteras en el pabellón.

## Clasificación
Lograban la clasificación para disputar la BBL-Pokal los seis primeros clasificados de la Basketball Bundesliga al final de la primera vuelta de la competición. El Bayern Munich como organizador accedió directamente a la Final Four.
| Pos. | Equipo                 | PJ | G  | P | PF   | PC   | DP   | Pts | Clasificación o descenso |
| ---- | ---------------------- | -- | -- | - | ---- | ---- | ---- | --- | ------------------------ |
| 1    | Brose Baskets          | 17 | 15 | 2 | 1521 | 1222 | +299 | 30  | Cabezas de serie         |
| 2    | Bayern Munich (H)      | 17 | 13 | 4 | 1540 | 1307 | +233 | 26  |                          |
| 3    | Alba Berlin            | 17 | 13 | 4 | 1353 | 1175 | +178 | 26  | Cabezas de serie         |
| 4    | Skyliners Frankfurt    | 17 | 12 | 5 | 1295 | 1192 | +103 | 24  | Cabezas de serie         |
| 5    | MHP Riesen Ludwigsburg | 17 | 12 | 5 | 1402 | 1326 | +76  | 24  |                          |
| 6    | EWE Baskets Oldenburg  | 17 | 12 | 5 | 1392 | 1332 | +60  | 24  |                          |
| 7    | s.Oliver Baskets       | 18 | 12 | 6 | 1496 | 1495 | +1   | 24  |                          |

 Fuente: BBL

## Cuadro final
|  | Cuartos de final 23-24 de enero | Cuartos de final 23-24 de enero |               |     | Semifinales 20 de febrero | Semifinales 20 de febrero |  |  | Final 21 de febrero | Final 21 de febrero |
|  |                                 |                                 |               |     |                           |                           |  |  |                     |                     |
|  | 24 de enero                     |                                 |               |     |                           |                           |  |  |                     |                     |
|  |                                 |                                 |               |     |                           |                           |  |  |                     |                     |
|  | MHP Riesen Ludwigsburg          | 58                              |               |     |                           |                           |  |  |                     |                     |
|  | MHP Riesen Ludwigsburg          | 58                              | 20 de febrero |     |                           |                           |  |  |                     |                     |
|  | Brose Baskets                   | 61                              |               |     |                           |                           |  |  |                     |                     |
|  | Brose Baskets                   | 61                              | Brose Baskets | 79  |                           |                           |  |  |                     |                     |
|  |                                 |                                 | Brose Baskets | 79  |                           |                           |  |  |                     |                     |
|  |                                 |                                 | Bayern Munich | 86  |                           |                           |  |  |                     |                     |
|  |                                 |                                 | Bayern Munich | 86  |                           |                           |  |  |                     |                     |
|  |                                 |                                 | 21 de febrero |     |                           |                           |  |  |                     |                     |
|  |                                 |                                 |               |     |                           |                           |  |  |                     |                     |
|  | Bayern Munich                   | 65                              |               |     |                           |                           |  |  |                     |                     |
|  | Bayern Munich                   | 65                              | 23 de enero   |     |                           |                           |  |  |                     |                     |
|  |                                 | Alba Berlin                     | 67            |     |                           |                           |  |  |                     |                     |
|  | Alba Berlin                     | Alba Berlin                     | 67            | 102 |                           |                           |  |  |                     |                     |
|  | Alba Berlin                     | 20 de febrero                   |               | 102 |                           |                           |  |  |                     |                     |
|  | s.Oliver Baskets                | 73                              |               |     |                           |                           |  |  |                     |                     |
|  | s.Oliver Baskets                | 73                              | Alba Berlin   | 79  |                           |                           |  |  |                     |                     |
|  | 24 de enero                     |                                 | Alba Berlin   | 79  |                           |                           |  |  |                     |                     |
|  |                                 | Fraport Skyliners               | 76            |     |                           |                           |  |  |                     |                     |
|  | Fraport Skyliners               | Fraport Skyliners               | 76            | 80  |                           |                           |  |  |                     |                     |
|  | Fraport Skyliners               |                                 |               | 80  |                           |                           |  |  |                     |                     |
|  | EWE Baskets Oldenburg           | 68                              |               |     |                           |                           |  |  |                     |                     |
|  | EWE Baskets Oldenburg           | 68                              |               |     |                           |                           |  |  |                     |                     |

### Cuartos de final
| 23 de enero de 2016 | Alba Berlin                                                         | 102–73                                | s.Oliver Baskets                                          | |  |
| 18:30               | Parciales: 26–18, 30–18, 22–12, 24–25                               | Parciales: 26–18, 30–18, 22–12, 24–25 | Parciales: 26–18, 30–18, 22–12, 24–25                     | |  |
|                     | Estadísticas Elmedin Kikanović 16 Elmedin Kikanović 7 Will Cherry 9 | Reporte Pts Reb Asts                  | Estadísticas tres jugadores 10 Cameron Long 4 Dru Joyce 4 | Pabellón: Mercedes-Benz Arena, Berlin Asistencia: 6,123 espectadores Árbitros: Martin Matip, Oliver Krause, Clemens Fritz |  |

| 24 de enero de 2016 | MHP Riesen Ludwigsburg                                              | 58–71                                | Brose Baskets                                                  | |  |
| 17:00               | Parciales: 11–20, 25–14, 14–20, 8–17                                | Parciales: 11–20, 25–14, 14–20, 8–17 | Parciales: 11–20, 25–14, 14–20, 8–17                           | |  |
|                     | Estadísticas Kerron Johnson 15 Brockman, O'Neale 8 Kerron Johnson 3 | Reporte Pts Reb Asts                 | Estadísticas Nicolo Melli 17 Daniel Theis 8 Jānis Strēlnieks 4 | Pabellón: Arena Ludwigsburg, Ludwigsburg Asistencia: 2,987 espectadores Árbitros: Robert Lottermoser, Benjamin Barth, Nesa Kovačević |  |

| 24 de enero de 2016 | Skyliners Frankfurt                                                      | 80–68                                 | EWE Baskets Oldenburg                                          | |  |
| 17:00               | Parciales: 23–19, 21–24, 23–13, 13–12                                    | Parciales: 23–19, 21–24, 23–13, 13–12 | Parciales: 23–19, 21–24, 23–13, 13–12                          | |  |
|                     | Estadísticas Johannes Voigtmann 14 Quantez Robertson 7 Jordan Theodore 8 | Reporte Pts Reb Asts                  | Estadísticas Vaughn Duggins 17 Brian Qvale 12 Vaughn Duggins 6 | Pabellón: Fraport Arena, Frankfurt Asistencia: 2,850 espectadores Árbitros: Moritz Reiter, Anne Panther, Konstantin Simonow |  |

## Top Four

### Semifinales
| 20 de febrero de 2016 | Brose Baskets                                                 | 79–86                                 | Bayern Munich                                                      | |  |
| 16:00                 | Parciales: 20–17, 19–21, 18–18, 22–30                         | Parciales: 20–17, 19–21, 18–18, 22–30 | Parciales: 20–17, 19–21, 18–18, 22–30                              | |  |
|                       | Estadísticas Nikos Zisis 15 Brad Wanamaker 5 Brad Wanamaker 5 | Reporte Pts Reb Asts                  | Estadísticas Savanović, Thompson 16 three players 5 Justin Cobbs 6 | Pabellón: Audi Dome, Munich Asistencia: 6,500 espectadores Árbitros: Robert Lottermoser, Oliver Krause, Konstantin Simonow |  |

| 20 de febrero de 2016 | Alba Berlin                                                                 | 79–76                                 | Fraport Skyliners                                                     | |  |
| 19:00                 | Parciales: 10–17, 31–18, 21–21, 17–20                                       | Parciales: 10–17, 31–18, 21–21, 17–20 | Parciales: 10–17, 31–18, 21–21, 17–20                                 | |  |
|                       | Estadísticas Dragan Milosavljević 21 Dragan Milosavljević 9 Jordan Taylor 8 | Reporte Pts Reb Asts                  | Estadísticas Jordan Theodore 22 Quantez Robertson 9 Jordan Theodore 4 | Pabellón: Audi Dome, Munich Asistencia: 6,500 espectadores Árbitros: Martin Matip, Benjamin Barth, Anne Panther |  |

### Final
| 21 de febrero de 2016 | Bayern Munich                                               | 65–67                                | Alba Berlin                                                              | |  |
| 14:45                 | Parciales: 11–13, 23–12, 9–18, 22–24                        | Parciales: 11–13, 23–12, 9–18, 22–24 | Parciales: 11–13, 23–12, 9–18, 22–24                                     | |  |
|                       | Estadísticas Bryce Taylor 14 John Bryant 6 Cobbs, Renfroe 6 | Reporte Pts Reb Asts                 | Estadísticas Elmedin Kikanović 19 Dragan Milosavljević 8 Jordan Taylor 4 | Pabellón: Audi Dome, Munich Asistencia: 6,500 espectadores Árbitros: Robert Lottermoser, Martin Matip, Anne Panther |  |